# 高梨氏館
高梨氏館（たかなししやかた）は、信濃国高井郡中野（現・長野県中野市）にあった高梨氏一族の居館（日本の城）。国の史跡。高梨城、高梨小館、中野小館、中野御館、中野城などと呼ばれることもある。

## 概要
北信濃地域の豪族高梨氏の館である。背後の鴨ヶ嶽城を詰めの城としていた。戦国初期に、高梨政盛が建て始め、政頼の代に完成したといわれる。戦国時代、武田信玄の勢力が北信地方に及ぶと、高梨政頼は上杉謙信を頼った。武田氏滅亡後、本領の一部を回復したが、上杉景勝の会津移封に同行したため、城は廃城となった。
2007年（平成19年）2月6日、国の史跡に指定された。

## 現状
東西約130メートル、南北約100メートルの規模で土塁、堀などが残る史跡公園「高梨館跡公園」として整備されている。
発掘調査では、門跡一棟、礎石建物跡5棟、掘立柱建物7棟、庭園跡等が確認されている。

## 所在地
- 長野県中野市小舘1069-1

## 交通
- 長野電鉄河東線・信州中野駅からバスに乗り「高梨城趾下」バス停下車
- 上信越自動車道・信州中野ICから約15分
  - 高梨館跡公園駐車場（無料）